# Olena Olefirenko
Olena Iwaniwna Olefirenko (ukrainisch Олена Іванівна Олефіренко; * 11. April 1978 in Nowojaworiwsk) ist eine ukrainische Ruderin.
Sie begann 1995 mit dem Rudersport. Bei den Weltmeisterschaften 2003 erreichte sie mit dem Doppelvierer den fünften Platz. 2004 nahm sie an den Olympischen Spielen in Athen teil, bei denen sie mit Olena Morosowa, Tetjana Kolesnikowa und Jana Dementjewa Dritte wurde. Allerdings wurde Olefirenko bei der Dopingkontrolle positiv auf ein Stimulans getestet, so dass den Ukrainerinnen der Bronzeplatz aberkannt wurde.
2007 erreichte Olefirenko bei den Weltmeisterschaften 2007 mit dem Doppelvierer den vierten Platz. Bei den Europameisterschaften kurz danach gewann sie mit Switlana Spirjuchowa, Natalija Huba und Tetjana Kolesnikowa die Goldmedaille. 2008 wurden die Ukrainerinnen bei den Olympischen Spielen in Peking Vierte. Bei den Europameisterschaften im selben Jahr konnten sie in der Besetzung Switlana Spirjuchowa, Olena Olefirenko, Natalija Mustafajewa und Tetjana Kolesnikowa ihren Titel verteidigen. 2010 startete Olefirenko bei den Europameisterschaften mit Natalija Mustafajewa im Doppelzweier, mit der sie den sechsten Platz erreichte.